# Жуки (Юкаменський район)
Жуки́ (рос. Жуки) — присілок у складі Юкаменського району Удмуртії, Росія.
Населення — 20 осіб (2010; 34 в 2002).
Національний склад (2002):
- росіяни — 41 %
- удмурти — 29 %
- бесерм'яни — 27 %